# Los Angeles Dodgers
Los Angeles Dodgers je poklicna bejzbolska ekipa iz Los Angelesa v Kaliforniji. Moštvo igra v Zahodni diviziji Narodne lige v Glavni bejzbolski ligi. 
Pod imenom Brooklyn Dodgers je bil klub ustanovljen leta 1883, kjer je do leta 1932 bila znana po vrsti različnih vzdevkov, nato pa prevzela omenjeno ime. Nato se je pred sezono 1958 preselil v Los Angeles. Svoje prve štiri sezone so igrali na stadionu Los Angeles Memorial Coliseum, nato pa so se preselili v svoj današnji dom, Dodger Stadium, danes tretji najstarejši stadion v ligi MLB.
Ekipa je igrala na 21-ih Svetovnih serijah in na njih zmagala šestkrat. Barve kluba je zastopalo osem različnih prejemnikov nagrade Cya Younga, ki so skupno odnesli deset omenjenih trofej. Oba omenjena podatka sta rekordna. Za moštvo je igralo tudi dvanajst Novincev leta, med drugim štiri zaporedni v letih 1979−1982 in pet zaporednih med 1992-1996, oba omenjena niza pa sta najdaljša v zgodovini lige MLB.